# Hemicentetes
Hemicentetes é um gênero de mamífero da família Tenrecidae.

## Espécies
- Hemicentetes nigriceps Gunther, 1875
- Hemicentetes semispinosus G. Cuvier, 1798